# Глуховское сельское поселение (Омская область)
Глуховское сельское поселение — сельский округ в Калачинском районе Омской области.
Административный центр — село Глуховка.

## География
Центр сельского поселения находится в селе Глуховка, находящейся на левом берегу реки Омь.
Все деревни поселения расположились вверх по течению реки Оми от Глуховки. Станция Валерино находится на Транссибирской магистрали примерно в трёх с половиной километрах от реки Оми.

## История
Глуховское поселение создано в 2006 году.

## Население
| 2010  | 2011  | 2012  | 2013  | 2014  | 2015  | 2016  |
| ----- | ----- | ----- | ----- | ----- | ----- | ----- |
| 1749  | ↘1744 | ↘1699 | ↘1662 | ↘1644 | ↘1618 | ↘1615 |
| 2017  | 2018  | 2019  | 2020  | 2021  | 2023  |       |
| ↘1590 | ↗1598 | ↘1592 | ↘1591 | ↗1787 | ↘1744 |       |

## Состав сельского поселения
В состав поселения входят:
- село Глуховка,
- станция Валерино,
- деревня Крутые Луки,
- село Новый Свет,
- деревня Таволжанка,
- деревня Ясная Поляна.
- ж/д остановочный пункт 2801 км
- ж/д остановочный пункт 2797 км
- ж/д остановочный пункт 2812 км

## Социальная сфера
В селе Глуховка и в селе Новый Свет находится общеобразовательная школа.